# Rio Breboaia
O Rio Breboaia é um rio da Romênia afluente do Rio Mara, localizado no distrito de Maramureş.